# Concílio de Antioquia

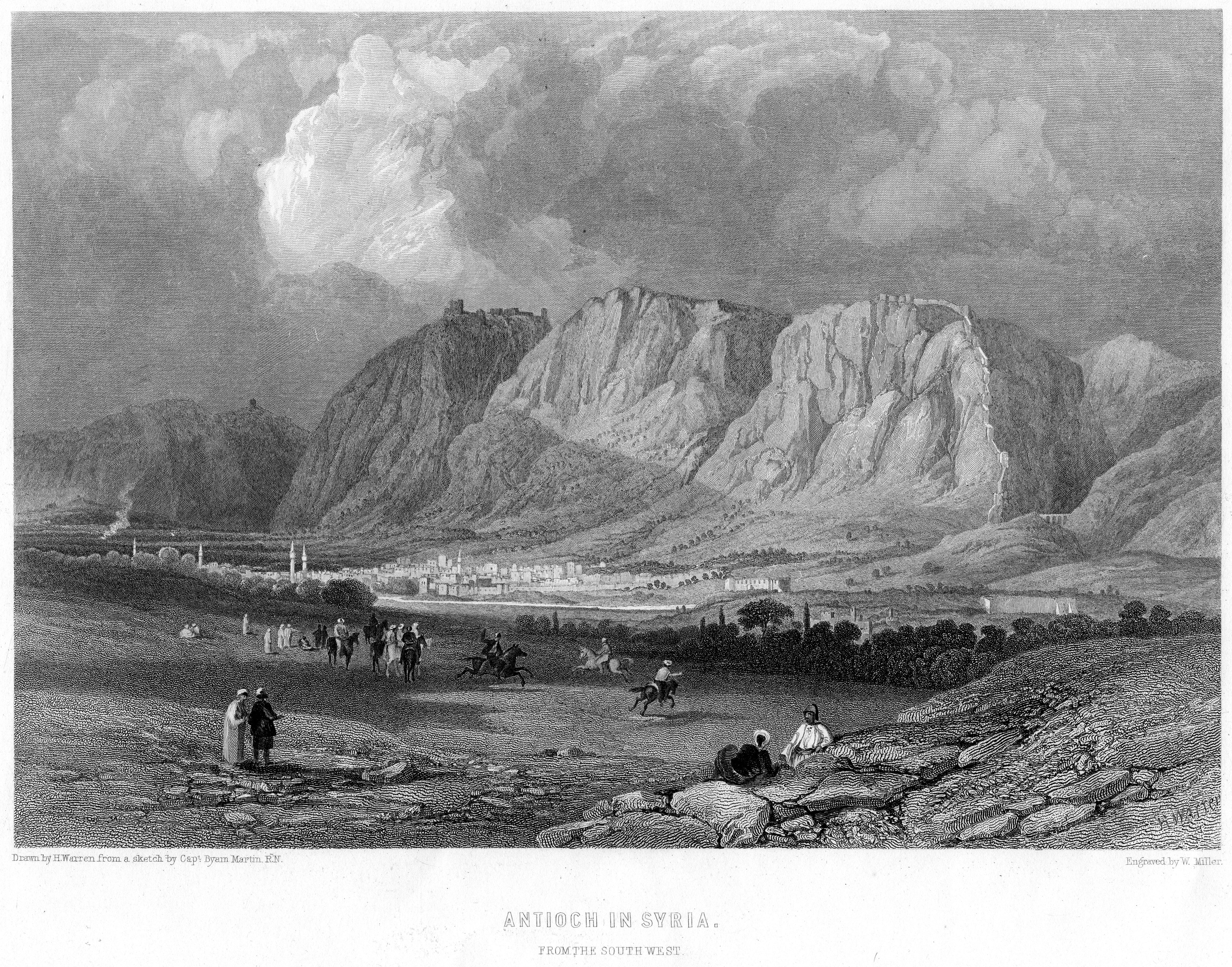
Antioquia.
Gravura de William Miller, 1866.

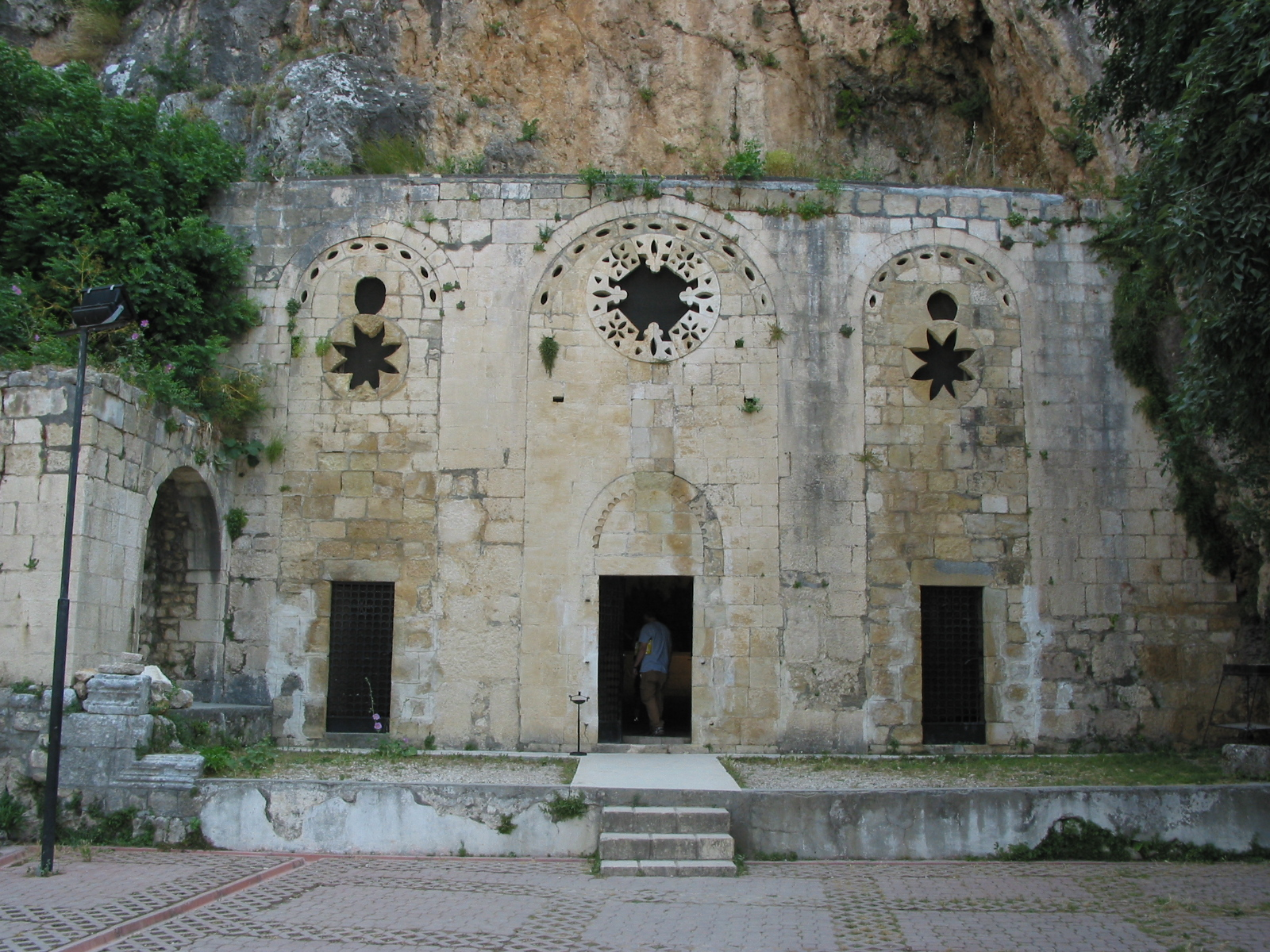
Igreja de São Pedro, Antioquia.

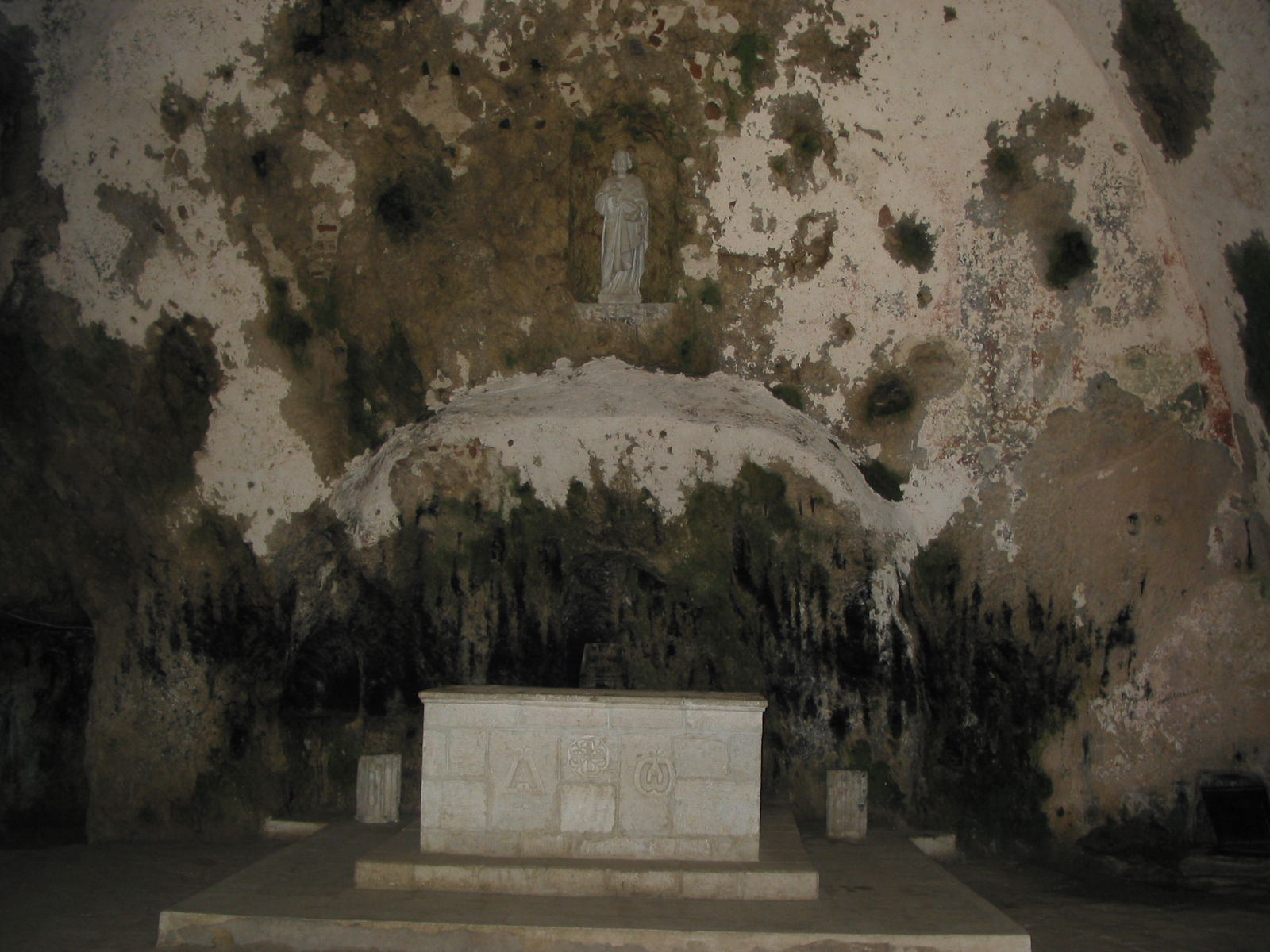
Igreja de São Pedro, Antioquia.

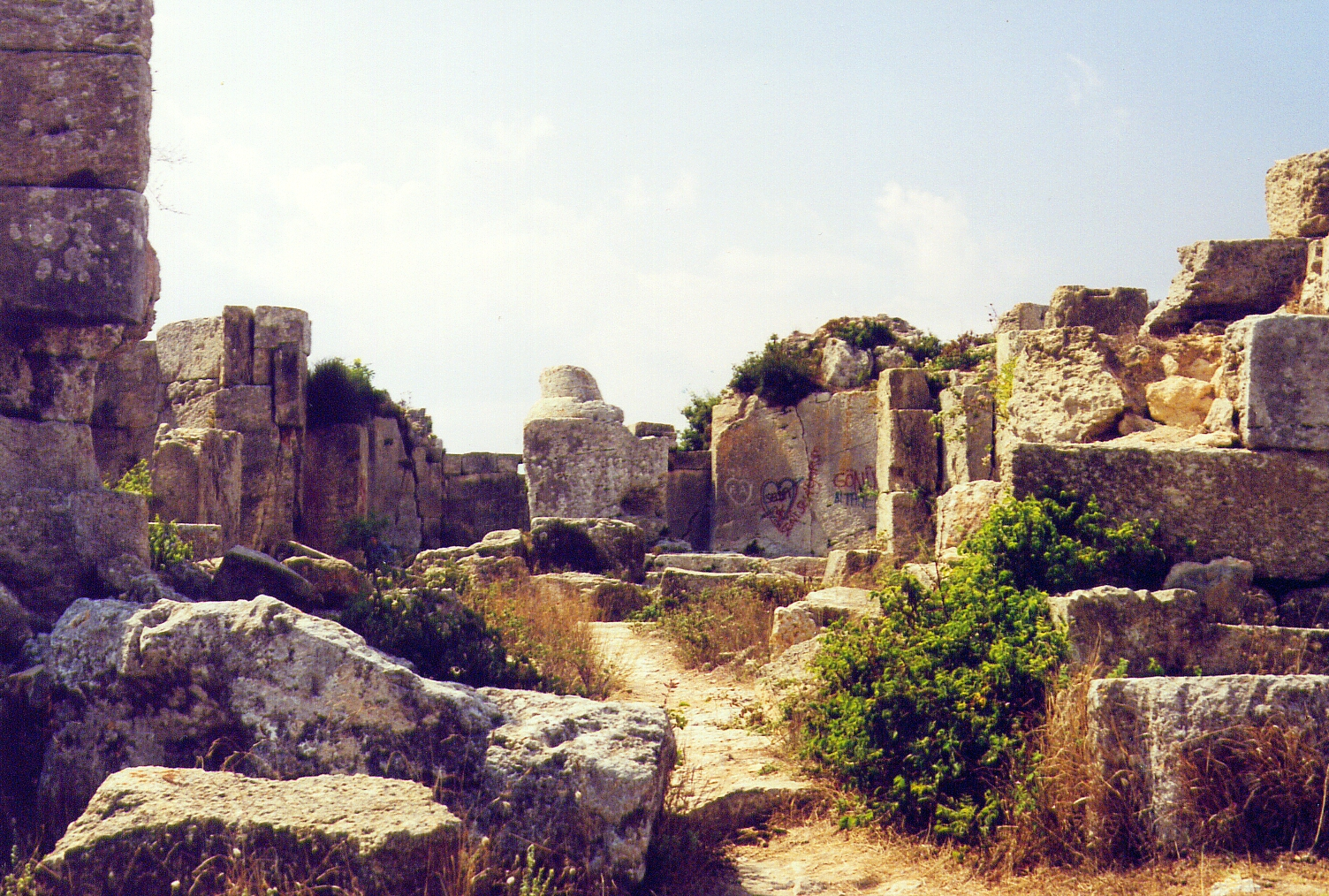
Antigo mosteiro de são Simão o Estilita Antioquia.

Mais de trinta Concílios ou Sínodos de Antioquia foram realizados na antiguidade. A maioria deles lidou com as diversas fases da controvérsia ariana. 

## Primeiros sínodos
Os primeiros foram sínodos reunidos em 252, 264, 268 e 269 para tratar da heresia de Paulo de Samósata, que foi finalmente deposto no terceiro e condenado por heresia. Sob a proteção da rainha de Palmira, Zenóbia, Paulo conseguiu se manter em atividade por mais algum tempo. Ele foi expulso no final de 272 por um decreto do imperador Aureliano. O artigo da Enciclopédia Católica sobre Paulo de Samósata diz:
| “ | É preciso ser considerado como certo que o concílio que condenou Paulo rejeitou o termo homoousios, naturalmente apenas no senso incorreto utilizado por Paulo. E não, parece, por ele ter considerado-o como sendo uma unidade de hipóstases na Trindade (assim como Santo Hilário), mas por que a sua intenção era uma substância comum da qual tanto o Pai quanto o Filho teriam procedido ou dividido entre eles - assim como São Basílio e Santo Atanásio, mas a questão não é certa. Os detratores da doutrina de Niceia no século IV fizeram grande uso desta desaprovação da palavra nicena (homoousios) por um concílio famoso. | ” |

### O Concílio de252
O Concílio de 252 foi convocado graças às correspondências firmadas por Dionísio de Alexandria a respeito do tema e firmado especificamente para tratar do cisma provocado por Novaciano Novato, chamado de Novacianismo e o chamado rebatismo dos hereges. As grandes figuras deste concilio foram Heleno de Tarso, Firmiliano de Cesareia, na Capadócia e Teuteno de Cesareia na Palestina. A matéria foi considerada herética pelo concílio.

### O Concílio de264
Convocado para 264 (ou 265) este concilio contou com a participação, entre outros, de Firmiliano de Cesareia da Capadócia, Gregório Taumaturgo e seu irmão Atenodoro, Heleno de Tarso, na Cilícia, Nicomas de Icônio, Imeneu de Jerusalém, Teuteno de Cesareia da Palestina (amigo de Orígenes), Máximo de Bostra, sacerdotes e diáconos. O bispo Dionísio de Alexandria, devido à idade avançada excusou-se de sua não participação. A matéria discutida foi a heresia provocada por Paulo de Samósata. Demétrio impossibilitada de comparecer escreveu à Assembléia exortando-a contra os erros doutrinários de Paulo.
Depois de demonstrados os erros doutrinários, Paulo negou que os tivesse cometido e não foram tomadas providências ulteriores.

### O Concílio de268
Convocado para tratar especificamente da corrente teológica denominada monarquianismo dinamista, na qual Jesus tornou-se divino no momento do batismo e antes era uma pessoa comum. Esta fórmula havia sido criada por Teódoto de Bizâncio, excomungado em 190 pelo papa Victor I. Contudo este pensamento ideológico, sobrevivendo aos tempos, era agora propalado por Paulo de Samósata (de onde surgiria a seita conhecida como Paulanos) que encontrou sua condenação neste concílio. Ao final do Concílio, conta que Paulo de Samósata, afirmara ter sido ele um discípulo de Artemon. E este o fora de Teódoto de Bizâncio, juntamente com Asclepiódoto e Teódoto o jovem, entre outros.

### O Concílio de269
Convocado em Antioquia para o fim do ano de 269, este concilio teve como finalidade versar novamente sobre os erros doutrinários de Paulo de Samósata que voltara (ou nunca deixara de) professar a sua doutrina. Desde os concílios anteriores de 264 e 268, Paulo já tinha voltado às suas posições teológicas anteriores. A sua retratação em 264 havia sido um embuste, tanto que naquele mesmo ano outra assembleia reunida (em data não sabida) voltou a admoestá-lo. Após inúmeras tentativas (todas falhas) deu-se a convocação deste Concílio. O número de prelados que concorreram à convocatória foi de 70 (segundo Atanásio) ou de 80 (segundo Hilário). O concílio foi presidido por Heleno de Tarso, Firmiliano havia morrido pouco tempo antes. Fizeram-se presentes, entre outros, Imeneu de Jerusalém (260-276), Teuteno de Cesareia (?-303) na Palestina, Máximo de Bostra, Nicomas de Icônio, segundo o Synodicus Libellus

A figura de destaque foi o sacerdote de antioquia Malquion, professor daquela escola. Este contestou todas as teses de Paulo que ao final foi condenado por sua profissão de fé, foi deposto, para o seu lugar no episcopado foi escolhido Dono I, filho do antecessor de Paulo Demétrio. O concilio ainda enviou a todas as provincias, ao papa Dionísio, ao metropólita de Alexandria, o bispo Máximo uma enciclica contendo a súmula do concilio  e o concernente aos erros de Paulo.

A estes documentos referem-se os escritores eclesiásticos Eusébio de Cesareia, Jerônimo de Estridão, Leôncio de Bizâncio e Pedro, o Diácono.

## Concílios noséculo IV

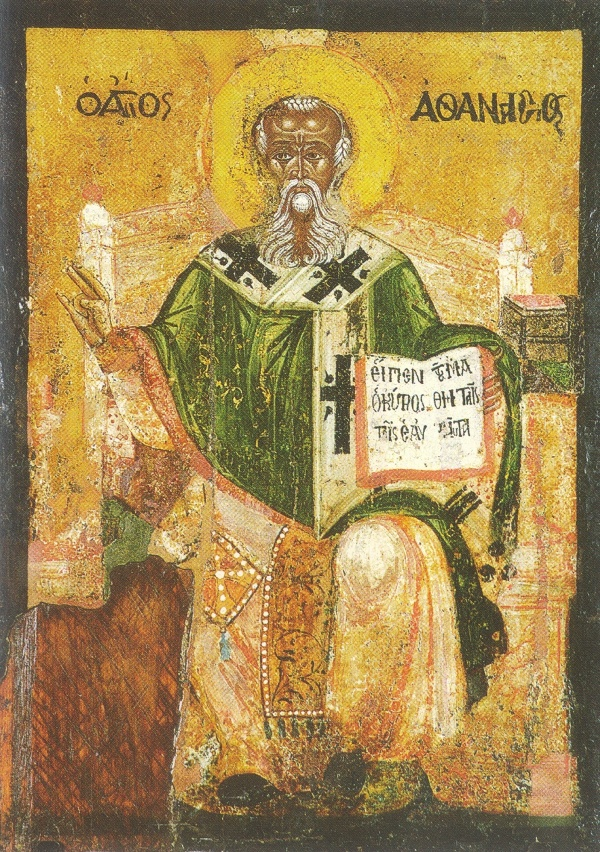
Ícone de Santo Atanásio.
Museu arqueológico de Varna, na Bulgária.

A maior parte dos sínodos  realizados durante o século IV foram para tratar as disputas que se seguiram à controvérsia ariana, sendo que esta sé episcopal por um longo tempo se manteve nas mãos dos arianos:
- O concílio de 332 depôs o bispo Eustácio de Antioquia, ortodoxo[5], acusando-o de cortejar uma mulher;
- No concílio realizado em 340, Atanásio de Alexandria foi deposto e um tal Gregório da Capadócia, foi consagrado em seu lugar. O intruso só conseguiu tomar posse de sua nova sé sob escolta militar.

### Concílio de 341
O mais celebrado de todos foi realizado no ano de 341 quando da dedicação da Basílica de ouro e é, portanto, chamado de encaeniis (em grego:  εν εγκαινιοις), in dedicatione. Quase uma centena de bispos estiveram presentes, todos orientais, e sem o bispo de Roma. O imperador Constâncio II esteve lá em pessoa. Este concílio foi presidido pelo bispo de Antioquia, Placêncio de Antioquia.
Os quatro credos adotados, ainda que não fossem heréticos, ainda assim eram bem diferentes da fé de Niceia. O primeiro rejeitou a acusação de Júlio I de arianismo. O segundo foi o oficial. O terceiro foi produzido sob a batuta de Teofínio de Tiana e o quarto, conhecido como Ekthesis Makrostichos (Macrostich - "Longa fórmula"), foi apresentado no Concílio de Milão (345).
Os vinte e cinco cânones adotados regulam a chamada constituição metropolitana da Igreja. O poder eclesiástico foi colocado principalmente no metropolitano (depois chamado de arcebispo) e no semi-anual sínodo provincial (conforme o cânone 5 de Niceia), que ele convoca e preside. Consequentemente, os poderes dos bispos nacionais (corepíscopos) foram reduzidos e o recurso direto ao imperador foi proibido. Sem prévio convite, um bispo não pode mais ordenar, ou de qualquer outro modo interferir com os assuntos fora de seu próprio território, assim como não pode também designar seu próprio sucessor. Penalidades foram determinadas para os que se recusassem a celebrar a Páscoa na data correta de acordo com o decreto de Niceia, assim como deixar a igreja antes que a Eucaristia tenha terminado.
Os cânones deste concílio fizeram parte do codex canonum utilizado no Concílio de Calcedônia em 451 e assim se perpetuaram em coleções ocidentais e orientais. Eles foram publicados em grego e traduzidos . As quatro fórmulas dogmáticas podem ser encontradas em G. Ludwig Hahn.

### Outros concílios
- No concílio de 344, o bispo de Antioquia ariano Estêvão foi deposto por ter sido incriminado num plano para colocar uma prostituta no quarto dos enviados ortodoxos em Antioquia[10]. No credo adotado por este concílio (o Macrostich), os pontos de vista semi-arianos encontraram expressão e se voltaram contra os arianos, contra os sabelianos (como Marcelo de Ancira) e também contra Atanásio[4].
- Os sínodos de 358, 361 e 362 revelaram e reafirmaram a predominância dos arianos. O bispo Eudóxio de Antioquia condenou tanto os ortodoxos quanto os semi-arianos. Melécio de Antioquia foi eleito e acreditava-se que ele estava do lado dos arianos, que proclamaram a sua lealdade, apesar de algumas deserções. Quando o imperador Joviano (363) ascendeu ao trono, um concílio foi realizado ali, no qual os bispos concordaram com o credo de Niceia, embora tenham adicionado, no final, uma declaração semi-ariana[4]. Com a ascensão de Valente, Euzoio de Antioquia foi convencido por Eudóxio a reunir os bispos em Antioquia para tentar retirar a sentença que havia sido imposta sobre o ultra-ariano Aécio de Antioquia, o que eventualmente se tornou o sínodo de 364[11].
- Enfim, em 368, um grande número de bispos orientais se reuniu em Antioquia e deixaram juntos o Arianismo. Eles assentiram ao credo de Niceia como tinha sido expresso pelo Papa Dâmaso I no sínodo de Roma em 369 (que o Pai, o Filho e o Espírito Santo eram de uma única substância - homoousia)[4].
- O sínodo realizado em 388 proibiu qualquer vingança por conta do assassinato de um bispo pelas mãos dos pagãos.
- Outro, realizado em 390, condenou os messalianos[4].

## Sínodos posteriores

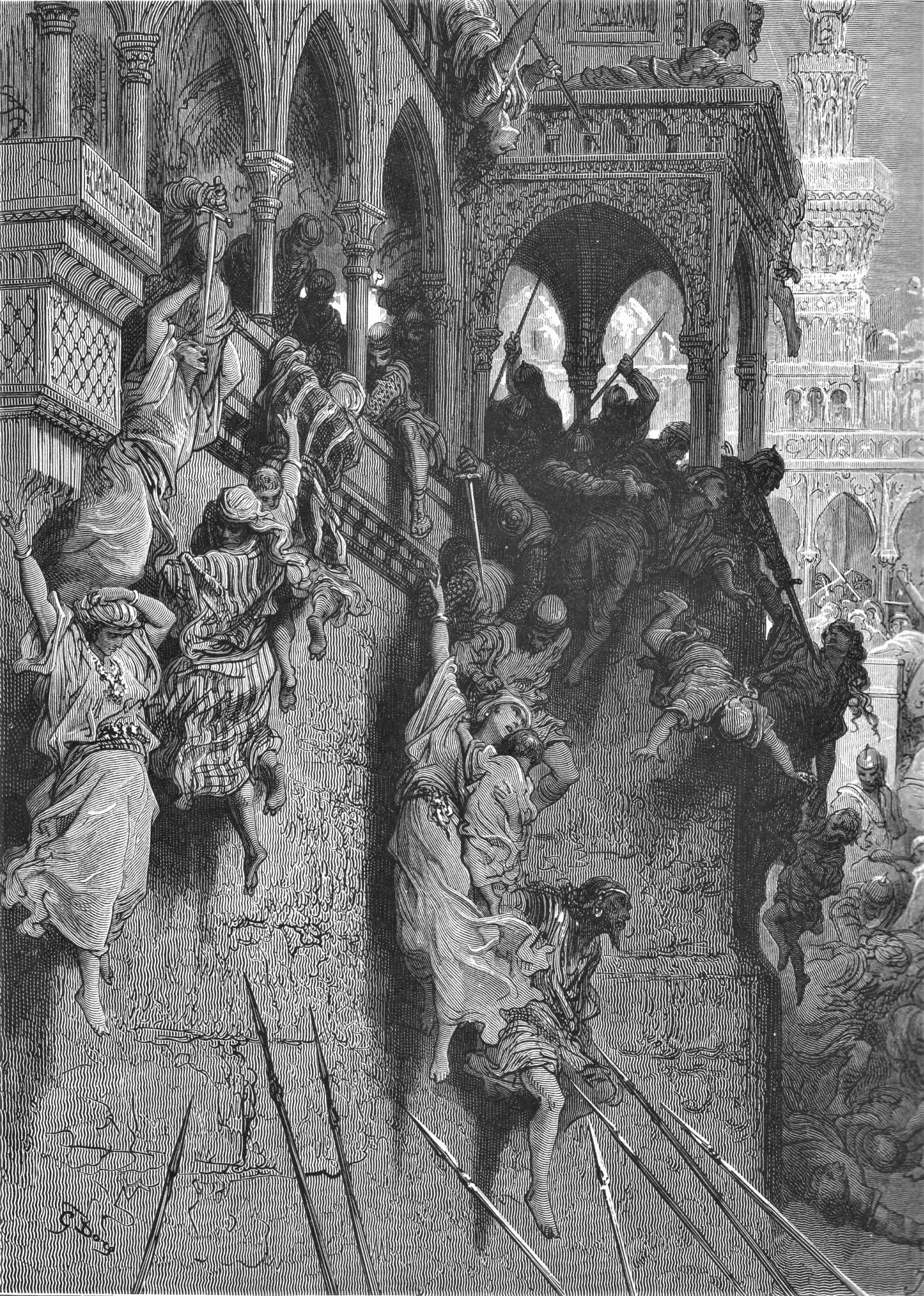
Massacre em Antioquia após o cerco dos cruzados.
Por Gustave Doré.

Os sínodos dos séculos V e VI serviram principalmente para resolver controvérsias teológicas de seu tempo:
- O concílio de 424 decretou a expulsão de Pelágio da Bretanha da cidade.
- Os sínodos de 432, 447, 451, 471, 478, 481, 482, 508, 512 e 565 trataram das diversas fases da controvérsia nestoriana e monofisista.
- Um sínodo no ano de 445 emitiu uma decisão sobre o caso de Atanásio, bispo de Perra, acusado de conduta imprópria e trazido à julgamento pelo Patriarca de Antioquia.
- Finalmente, um sínodo foi realizado no ano de 542 por conta de controvérsias origenistas na Palestina.

Logo em seguida, a região caiu sob o domínio muçulmano. Séculos depois, durante o período de dominação latina (reinos cruzados), dois sínodos foram realizados ali:
- Em 1139, Radulfo, o segundo Patriarca Latino de Antioquia, foi deposto por ter tentando um independência completa de Roma e pelo tratamento cruel que despendeu a alguns clérigos.
- Em 1204, o cardeal-legado Pedro decidiu algumas alegações sobre o Principado de Antioquia em favor do Conde de Trípoli, contra a Armênia, que foi então colocada sob interdição.

A vida eclesiástica em Antioquia então se tornou quase extinta quando a cidade foi novamente retomada pelos muçulmanos.